# Palashi
Palashi (en hindi : पलाशी, en bengali : পলাশী, Palāśī) parfois nommé Plassey en anglais, est un village sur la rivière Hooghly, situé approximativement à 50 kilomètres au nord de la ville de Krishnanagar, dans le district de Nadia du Bengale-Occidental, en  Inde. La ville importante la plus proche est Beldanga. Le village st particulièrement connu pour la Bataille de Plassey ayant eu lieu en juin 1757 entre l’armée privée de la Compagnie britannique des Indes orientales et l’armée du roi du Bengale, Siradj al-Dawla.

## Étymologie
Le nom Palashi est dérivé du mot bengali désignant le Butea, un arbre à fleurs rouges (en bengali : পলাশ, palāś). La Compagnie britannique des Indes orientales se référait au lieu sous le nom de Plassey.